# 鈴木翼 (1994年生のサッカー選手)
鈴木 翼（すずき つばさ、1994年4月26日 - ）は、山形県鶴岡市出身の元サッカー選手。現役時代のポジションは、ディフェンダー（DF）。

## 来歴
モンテディオ山形ジュニアユース庄内からモンテディオ山形ユースに進んだ。積極的な攻撃参加を得意とするサイドバックとして活躍し、主将も務めた。
2013年より、トップチームに昇格。2014年3月、Jリーグ・アンダー22選抜に選手登録され、リーグ戦7試合に出場した。同年シーズン終了後、契約満了で山形を退団 し、アルテリーヴォ和歌山に入団した。
2017年、奈良クラブに移籍した。
2017年シーズン終了後、現役引退を発表した。

## 所属クラブ
ユース経歴
- 大山サッカースポーツ少年団
- モンテディオ山形ジュニアユース庄内
- モンテディオ山形ユース (山形城北高等学校)

経歴
- 2013年 - 2014年  モンテディオ山形
  - 2014年3月 - 同年12月  Jリーグ・アンダー22選抜
- 2015年 - 2016年  アルテリーヴォ和歌山
- 2017年  奈良クラブ

## 個人成績
| 国内大会個人成績 | 国内大会個人成績 | 国内大会個人成績 | 国内大会個人成績 | 国内大会個人成績 | 国内大会個人成績 | 国内大会個人成績 | 国内大会個人成績 | 国内大会個人成績 | 国内大会個人成績 | 国内大会個人成績 | 国内大会個人成績 |
| 年度             | クラブ           | 背番号           | リーグ           | リーグ戦         | リーグ戦         | リーグ杯         | リーグ杯         | オープン杯       | オープン杯       | 期間通算         | 期間通算         |
| 年度             | クラブ           | 背番号           | リーグ           | 出場             | 得点             | 出場             | 得点             | 出場             | 得点             | 出場             | 得点             |
| 日本             | 日本             | 日本             | 日本             | リーグ戦         | リーグ戦         | リーグ杯         | リーグ杯         | 天皇杯           | 天皇杯           | 期間通算         | 期間通算         |
| ---------------- | ---------------- | ---------------- | ---------------- | ---------------- | ---------------- | ---------------- | ---------------- | ---------------- | ---------------- | ---------------- | ---------------- |
| 2013             | 山形             | 26               | J2               | 0                | 0                | -                | -                | 0                | 0                | 0                | 0                |
| 2014             | 山形             | 26               | J2               | 0                | 0                | -                | -                | 0                | 0                | 0                | 0                |
| 2014             | J-22             | -                | J3               | 7                | 0                | -                | -                | -                | -                | 7                | 0                |
| 2015             | 和歌山           | 4                | 関西1部          | 14               | 0                | -                | -                | 1                | 0                | 15               | 0                |
| 2016             | 和歌山           | 4                | 関西1部          | 12               | 0                | -                | -                | 1                | 0                | 13               | 0                |
| 2017             | 奈良             | 14               | JFL              | 2                | 0                | -                | -                | 1                | 0                | 3                | 0                |
| 通算             | 日本             | 日本             | J2               | 0                | 0                | -                | -                | 0                | 0                | 0                | 0                |
| 通算             | 日本             | 日本             | J3               | 7                | 0                | -                | -                | -                | -                | 7                | 0                |
| 通算             | 日本             | 日本             | JFL              | 2                | 0                | -                | -                | 1                | 0                | 3                | 0                |
| 通算             | 日本             | 日本             | 関西1部          | 26               | 0                | -                | -                | 2                | 0                | 28               | 0                |
| 総通算           | 総通算           | 総通算           | 総通算           | 35               | 0                | -                | -                | 3                | 0                | 38               | 0                |

- Jリーグ初出場 - 2014年3月23日 J3第3節 vsグルージャ盛岡 (盛岡南公園球技場)

2015年
- 和歌山県サッカー選手権大会 1試合0得点
- 第51回全国社会人サッカー選手権関西大会 2試合1得点
- 第51回全国社会人サッカー選手権大会 4試合0得点
- 第39回全国地域サッカーリーグ決勝大会 2試合0得点

2016年
- 和歌山県サッカー選手権大会 2試合0得点
- 全国地域サッカーチャンピオンズリーグ 3試合0得点

## 代表歴
- 2015年-2016年 国民体育大会和歌山県代表

## タイトル
- 2015年 関西1部 ベストイレブン
- 2016年 関西1部 ベストイレブン